# فهرست فرودگاه‌های بریتیش کلمبیا
این فهرست حاوی فرودگاه‌های کشور کانادا در ایالت بریتیش کلمبیا است که شامل بالگردگاه‌ها و پایگاه‌ها نیز می‌شود.

## فهرست فرودگاه‌ها و بالگردگاه‌ها
| شهر                        | نام فرودگاه                                                          | کد فرودگاهی ایکائو | موقعیت‌یاب | کد فرودگاهی یاتا | مختصات                                                          |
| -------------------------- | -------------------------------------------------------------------- | ------------------ | --------- | ---------------- | --------------------------------------------------------------- |
| Abbotsford                 | فرودگاه بین‌المللی ابتسفرد                                            | CYXX               |           | YXX              | ۴۹°۰۱′۳۱″ شمالی ۱۲۲°۲۱′۳۸″ غربی / ۴۹٫۰۲۵۲۸°شمالی ۱۲۲٫۳۶۰۵۶°غربی |
| Abbotsford                 | Abbotsford (Regional Hospital & Cancer Centre) Heliport              |                    | CAB5      |                  | ۴۹°۰۲′۱۰″ شمالی ۱۲۲°۱۸′۵۱″ غربی / ۴۹٫۰۳۶۱۱°شمالی ۱۲۲٫۳۱۴۱۷°غربی |
| Abbotsford                 | Abbotsford (Teck) Heliport                                           |                    | CTK8      |                  | ۴۹°۰۷′۳۷″ شمالی ۱۲۲°۲۳′۴۲″ غربی / ۴۹٫۱۲۶۹۴°شمالی ۱۲۲٫۳۹۵۰۰°غربی |
| Abbotsford                 | Abbotsford (Sumas Mountain) Heliport                                 |                    | CSM7      |                  | ۴۹°۰۶′۱۸″ شمالی ۱۲۲°۱۱′۵۱″ غربی / ۴۹٫۱۰۵۰۰°شمالی ۱۲۲٫۱۹۷۵۰°غربی |
| Aldergrove                 | Aldergrove (Hicks) Heliport                                          |                    | CHK2      |                  | ۴۹°۰۶′۲۸″ شمالی ۱۲۲°۲۸′۴۹″ غربی / ۴۹٫۱۰۷۷۸°شمالی ۱۲۲٫۴۸۰۲۸°غربی |
| Alert Bay                  | فرودگاه آلرت بی                                                      | CYAL               |           | YAL              | ۵۰°۳۴′۵۶″ شمالی ۱۲۶°۵۴′۵۶″ غربی / ۵۰٫۵۸۲۲۲°شمالی ۱۲۶٫۹۱۵۵۶°غربی |
| Alert Bay                  | فرودگاه آبی آلرت بی                                                  |                    | CBC3      |                  | ۵۰°۳۵′۰۰″ شمالی ۱۲۶°۵۶′۰۰″ غربی / ۵۰٫۵۸۳۳۳°شمالی ۱۲۶٫۹۳۳۳۳°غربی |
| Alice Arm                  | فرودگاه آبی آلیس آرم/سیلور سیتی                                      |                    | CAC3      |                  | ۵۵°۲۸′۰۰″ شمالی ۱۲۹°۲۹′۰۰″ غربی / ۵۵٫۴۶۶۶۷°شمالی ۱۲۹٫۴۸۳۳۳°غربی |
| Alliford Bay               | فرودگاه آبی الیفورد بی                                               |                    | CBE7      |                  | ۵۳°۱۲′۵۴″ شمالی ۱۳۱°۵۹′۲۸″ غربی / ۵۳٫۲۱۵۰۰°شمالی ۱۳۱٫۹۹۱۱۱°غربی |
| Anahim Lake                | فرودگاه اناهیم لیک                                                   |                    | CAJ4      | YAA              | ۵۲°۲۷′۰۸″ شمالی ۱۲۵°۱۸′۱۶″ غربی / ۵۲٫۴۵۲۲۲°شمالی ۱۲۵٫۳۰۴۴۴°غربی |
| Atlin                      | فرودگاه اتلین                                                        | CYSQ               |           |                  | ۵۹°۳۴′۳۶″ شمالی ۱۳۳°۴۰′۰۸″ غربی / ۵۹٫۵۷۶۶۷°شمالی ۱۳۳٫۶۶۸۸۹°غربی |
| Atlin                      | فرودگاه آبی اتلین                                                    |                    | CAD6      |                  | ۵۹°۳۴′۰۰″ شمالی ۱۳۳°۴۳′۰۰″ غربی / ۵۹٫۵۶۶۶۷°شمالی ۱۳۳٫۷۱۶۶۷°غربی |
| Bamfield                   | فرودگاه آبی بامفیلد                                                  |                    | CAE9      |                  | ۴۸°۵۰′۰۳″ شمالی ۱۲۵°۰۸′۱۳″ غربی / ۴۸٫۸۳۴۱۷°شمالی ۱۲۵٫۱۳۶۹۴°غربی |
| Barkerville                | فرودگاه بارکرویل                                                     |                    | CAS3      |                  | ۵۳°۰۵′۱۷″ شمالی ۱۲۱°۳۰′۵۵″ غربی / ۵۳٫۰۸۸۰۶°شمالی ۱۲۱٫۵۱۵۲۸°غربی |
| Beaverley                  | فرودگاه بیورلی                                                       |                    | CBA8      |                  | ۵۳°۵۱′۲۰″ شمالی ۱۲۲°۵۴′۲۷″ غربی / ۵۳٫۸۵۵۵۶°شمالی ۱۲۲٫۹۰۷۵۰°غربی |
| Beddis Beach , تنگه جورجیا | Beddis Beach Heliport                                                |                    | CBB4      |                  | ۴۸°۴۸′۰۰″ شمالی ۱۲۳°۲۵′۲۵″ غربی / ۴۸٫۸۰۰۰۰°شمالی ۱۲۳٫۴۲۳۶۱°غربی |
| Bedwell Harbour            | فرودگاه آبی بدول هاربر                                               |                    | CAB3      |                  | ۴۸°۴۵′۰۰″ شمالی ۱۲۳°۱۴′۰۰″ غربی / ۴۸٫۷۵۰۰۰°شمالی ۱۲۳٫۲۳۳۳۳°غربی |
| Bella Bella                | فرودگاه بلا بلا                                                      |                    | CBBC      |                  | ۵۲°۱۱′۰۶″ شمالی ۱۲۸°۰۹′۲۴″ غربی / ۵۲٫۱۸۵۰۰°شمالی ۱۲۸٫۱۵۶۶۷°غربی |
| Bella Bella                | فرودگاه دنی آیلند                                                    | CYJQ               |           | ZEL              | ۵۲°۰۸′۲۳″ شمالی ۱۲۸°۰۳′۴۹″ غربی / ۵۲٫۱۳۹۷۲°شمالی ۱۲۸٫۰۶۳۶۱°غربی |
| Bella Coola                | فرودگاه بلا کولا                                                     | CYBD               |           | YBD              | ۵۲°۲۳′۱۵″ شمالی ۱۲۶°۳۵′۴۵″ غربی / ۵۲٫۳۸۷۵۰°شمالی ۱۲۶٫۵۹۵۸۳°غربی |
| فرودگاه آبی بیگ بی         | فرودگاه آبی بیگ بی                                                   |                    | CAF6      |                  | ۵۰°۲۴′۰۰″ شمالی ۱۲۵°۰۸′۰۰″ غربی / ۵۰٫۴۰۰۰۰°شمالی ۱۲۵٫۱۳۳۳۳°غربی |
| Blind Channel              | فرودگاه آبی بلایند چنل                                               |                    | CAG6      |                  | ۵۰°۲۵′۰۰″ شمالی ۱۲۵°۳۰′۰۰″ غربی / ۵۰٫۴۱۶۶۷°شمالی ۱۲۵٫۵۰۰۰۰°غربی |
| Blue River                 | فرودگاه بلوریور                                                      | CYCP               |           | YCP              | ۵۲°۰۷′۲۷″ شمالی ۱۱۹°۱۷′۳۳″ غربی / ۵۲٫۱۲۴۱۷°شمالی ۱۱۹٫۲۹۲۵۰°غربی |
| Bob Quinn Lake             | فرودگاه دریاچه باب کوئین                                             |                    | CBW4      | YBO              | ۵۶°۵۸′۰۰″ شمالی ۱۳۰°۱۵′۰۰″ غربی / ۵۶٫۹۶۶۶۷°شمالی ۱۳۰٫۲۵۰۰۰°غربی |
| Bums Lake                  | فرودگاه برنس لیک                                                     | CYPZ               |           | YPZ              | ۵۴°۲۲′۳۵″ شمالی ۱۲۵°۵۷′۰۵″ غربی / ۵۴٫۳۷۶۳۹°شمالی ۱۲۵٫۹۵۱۳۹°غربی |
| Cache Creek                | فرودگاه کش کریک                                                      |                    | CAZ5      |                  | ۵۰°۴۷′۰۰″ شمالی ۱۲۱°۱۹′۰۰″ غربی / ۵۰٫۷۸۳۳۳°شمالی ۱۲۱٫۳۱۶۶۷°غربی |
| Camp Cordero               | فرودگاه آبی کمپ کوردرو                                               |                    | CAK6      |                  | ۵۰°۲۷′۰۰″ شمالی ۱۲۵°۲۸′۰۰″ غربی / ۵۰٫۴۵۰۰۰°شمالی ۱۲۵٫۴۶۶۶۷°غربی |
| Campbell River             | فرودگاه آبی کمبل ریور (Campbell River Harbour Airport)               |                    | CAE3      | YBL              | ۵۰°۰۳′۰۰″ شمالی ۱۲۵°۱۵′۰۰″ غربی / ۵۰٫۰۵۰۰۰°شمالی ۱۲۵٫۲۵۰۰۰°غربی |
| Campbell River             | Campbell River (Campbell River & District General Hospital) Heliport |                    | CAT6      |                  | ۵۰°۰۰′۳۹″ شمالی ۱۲۵°۱۴′۳۳″ غربی / ۵۰٫۰۱۰۸۳°شمالی ۱۲۵٫۲۴۲۵۰°غربی |
| Campbell River             | Campbell River (E & B Helicopters) Heliport                          |                    | CCR6      |                  | ۵۰°۰۲′۳۰″ شمالی ۱۲۵°۱۶′۳۰″ غربی / ۵۰٫۰۴۱۶۷°شمالی ۱۲۵٫۲۷۵۰۰°غربی |
| Campbell River             | فرودگاه کمبل ریور                                                    | CYBL               |           | YBL              | ۴۹°۵۷′۰۳″ شمالی ۱۲۵°۱۶′۱۵″ غربی / ۴۹٫۹۵۰۸۳°شمالی ۱۲۵٫۲۷۰۸۳°غربی |
| Castlegar                  | Castlegar (Tarrys Convention Centre) Heliport                        |                    | CCT3      |                  | ۴۹°۲۳′۱۰″ شمالی ۱۱۷°۳۳′۰۹″ غربی / ۴۹٫۳۸۶۱۱°شمالی ۱۱۷٫۵۵۲۵۰°غربی |
| Castlegar                  | فرودگاه محلی وست کوتنی                                               | CYCG               |           | YCG              | ۴۹°۱۷′۴۷″ شمالی ۱۱۷°۳۷′۵۷″ غربی / ۴۹٫۲۹۶۳۹°شمالی ۱۱۷٫۶۳۲۵۰°غربی |
| Chetwynd                   | فرودگاه چتویند                                                       | CYCQ               |           | YCQ              | ۵۵°۴۱′۱۴″ شمالی ۱۲۱°۳۷′۳۶″ غربی / ۵۵٫۶۸۷۲۲°شمالی ۱۲۱٫۶۲۶۶۷°غربی |
| Chilko Lake                | فرودگاه چیلکو لیک (تسیلوس پارک لوج)                                  |                    | CAG3      | CJH              | ۵۱°۳۷′۳۴″ شمالی ۱۲۴°۰۸′۳۱″ غربی / ۵۱٫۶۲۶۱۱°شمالی ۱۲۴٫۱۴۱۹۴°غربی |
| Chilliwack                 | فرودگاه چیلوک                                                        | CYCW               |           | YCW              | ۴۹°۰۹′۱۰″ شمالی ۱۲۱°۵۶′۲۰″ غربی / ۴۹٫۱۵۲۷۸°شمالی ۱۲۱٫۹۳۸۸۹°غربی |
| Clinton                    | فرودگاه کلینتن بلایبررانچ                                            |                    | CBR4      |                  | ۵۱°۱۵′۵۹″ شمالی ۱۲۱°۴۱′۰۵″ غربی / ۵۱٫۲۶۶۳۹°شمالی ۱۲۱٫۶۸۴۷۲°غربی |
| Coal Harbour               | فرودگاه آبی کوول هاربر                                               |                    | CAQ3      |                  | ۵۰°۳۶′۰۰″ شمالی ۱۲۷°۳۵′۰۰″ غربی / ۵۰٫۶۰۰۰۰°شمالی ۱۲۷٫۵۸۳۳۳°غربی |
| Comox                      | سی‌اف‌بی کوموکس (Comox Airport)                                        | CYQQ               |           | YQQ              | ۴۹°۴۲′۳۹″ شمالی ۱۲۴°۵۳′۱۲″ غربی / ۴۹٫۷۱۰۸۳°شمالی ۱۲۴٫۸۸۶۶۷°غربی |
| Comox                      | Comox (St. Joseph's Hospital) Heliport                               |                    | CBV8      |                  | ۴۹°۴۰′۳۰″ شمالی ۱۲۴°۵۶′۲۹″ غربی / ۴۹٫۶۷۵۰۰°شمالی ۱۲۴٫۹۴۱۳۹°غربی |
| Comox                      | فرودگاه آبی کوموکس                                                   |                    | CCX6      |                  | ۴۹°۴۰′۱۴″ شمالی ۱۲۴°۵۵′۵۷″ غربی / ۴۹٫۶۷۰۵۶°شمالی ۱۲۴٫۹۳۲۵۰°غربی |
| Cortes Island              | فرودگاه کرتس آیلند                                                   |                    | CCI9      | YCF              | ۵۰°۰۱′۲۵″ شمالی ۱۲۴°۵۹′۰۳″ غربی / ۵۰٫۰۲۳۶۱°شمالی ۱۲۴٫۹۸۴۱۷°غربی |
| Cortes Island              | Cortes Island Heliport                                               |                    | CBL7      |                  | ۵۰°۰۳′۳۱″ شمالی ۱۲۴°۵۸′۵۴″ غربی / ۵۰٫۰۵۸۶۱°شمالی ۱۲۴٫۹۸۱۶۷°غربی |
| Courtenay                  | فرودگاه کورتنی                                                       |                    | CCS6      |                  | ۴۹°۴۰′۰۰″ شمالی ۱۲۵°۰۶′۰۰″ غربی / ۴۹٫۶۶۶۶۷°شمالی ۱۲۵٫۱۰۰۰۰°غربی |
| Courtenay                  | محله هوایی کورتنی                                                    |                    | CAH3      | YCA              | ۴۹°۴۰′۴۶″ شمالی ۱۲۴°۵۸′۵۴″ غربی / ۴۹٫۶۷۹۴۴°شمالی ۱۲۴٫۹۸۱۶۷°غربی |
| Courtenay                  | محله هوایی فرودگاه آبی کورتنی                                        |                    | CBG9      |                  | ۴۹°۴۰′۵۳″ شمالی ۱۲۴°۵۸′۵۳″ غربی / ۴۹٫۶۸۱۳۹°شمالی ۱۲۴٫۹۸۱۳۹°غربی |
| Cranbrook                  | Cranbrook (East Kootenay Regional Hospital) Heliport                 |                    | CAE2      |                  | ۴۹°۳۰′۴۵″ شمالی ۱۱۵°۴۵′۰۰″ غربی / ۴۹٫۵۱۲۵۰°شمالی ۱۱۵٫۷۵۰۰۰°غربی |
| Cranbrook                  | فرودگاه بین‌المللی کرانبروک/کندین راکیز                               | CYXC               |           | YXC              | ۴۹°۳۶′۴۴″ شمالی ۱۱۵°۴۶′۵۵″ غربی / ۴۹٫۶۱۲۲۲°شمالی ۱۱۵٫۷۸۱۹۴°غربی |
| Crawford Bay               | فرودگاه کرافورد بی                                                   |                    | CAR2      |                  | ۴۹°۴۰′۰۰″ شمالی ۱۱۶°۴۹′۰۰″ غربی / ۴۹٫۶۶۶۶۷°شمالی ۱۱۶٫۸۱۶۶۷°غربی |
| Creston                    | فرودگاه کرستون                                                       |                    | CAJ3      |                  | ۴۹°۰۲′۱۲″ شمالی ۱۱۶°۲۹′۵۳″ غربی / ۴۹٫۰۳۶۶۷°شمالی ۱۱۶٫۴۹۸۰۶°غربی |
| داوسون کریک                | فرودگاه دوسن کریک (فلایینگ ال آر رنچ)                                |                    | CDC3      |                  | ۵۵°۴۹′۱۴″ شمالی ۱۲۰°۲۷′۱۰″ غربی / ۵۵٫۸۲۰۵۶°شمالی ۱۲۰٫۴۵۲۷۸°غربی |
| داوسون کریک                | Dawson Creek Airport                                                 | CYDQ               |           | YDQ              | ۵۵°۴۴′۳۲″ شمالی ۱۲۰°۱۰′۵۹″ غربی / ۵۵٫۷۴۲۲۲°شمالی ۱۲۰٫۱۸۳۰۶°غربی |
| داوسون کریک                | فرودگاه دوسن کریک                                                    |                    | CBD3      |                  | ۵۵°۴۴′۴۲″ شمالی ۱۲۰°۱۱′۰۰″ غربی / ۵۵٫۷۴۵۰۰°شمالی ۱۲۰٫۱۸۳۳۳°غربی |
| Dease Lake                 | فرودگاه دیز لیک                                                      | CYDL               |           | YDL              | ۵۸°۲۵′۲۰″ شمالی ۱۳۰°۰۱′۵۶″ غربی / ۵۸٫۴۲۲۲۲°شمالی ۱۳۰٫۰۳۲۲۲°غربی |
| Delta                      | فرودگاه باوندری بی                                                   | CZBB               |           | YDT              | ۴۹°۰۴′۲۶″ شمالی ۱۲۳°۰۰′۲۷″ غربی / ۴۹٫۰۷۳۸۹°شمالی ۱۲۳٫۰۰۷۵۰°غربی |
| Delta                      | محله هوایی دلتا/دلتا هریتیج                                          |                    | CAK3      |                  | ۴۹°۰۴′۲۵″ شمالی ۱۲۲°۵۶′۲۸″ غربی / ۴۹٫۰۷۳۶۱°شمالی ۱۲۲٫۹۴۱۱۱°غربی |
| Douglas Lake               | فرودگاه داگلاس لیک                                                   |                    | CAL3      |                  | ۵۰°۱۰′۰۰″ شمالی ۱۲۰°۱۱′۰۰″ غربی / ۵۰٫۱۶۶۶۷°شمالی ۱۲۰٫۱۸۳۳۳°غربی |
| Duncan                     | فرودگاه دانکن                                                        |                    | CAM3      | DUQ              | ۴۸°۴۵′۳۰″ شمالی ۱۲۳°۴۳′۰۰″ غربی / ۴۸٫۷۵۸۳۳°شمالی ۱۲۳٫۷۱۶۶۷°غربی |
| Duncan                     | Duncan (Cowichan District Hospital) Heliport                         |                    | CDH4      |                  | ۴۸°۴۷′۱۰″ شمالی ۱۲۳°۴۳′۱۷″ غربی / ۴۸٫۷۸۶۱۱°شمالی ۱۲۳٫۷۲۱۳۹°غربی |
| Echo Valley                | فرودگاه اکو ولی                                                      |                    | CBJ4      |                  | ۵۱°۱۴′۳۰″ شمالی ۱۲۱°۵۹′۳۹″ غربی / ۵۱٫۲۴۱۶۷°شمالی ۱۲۱٫۹۹۴۱۷°غربی |
| Eddontenajon               | فرودگاه اددونتنایون،یسکوت ویلیج                                      |                    | CBU2      |                  | ۵۷°۵۰′۵۰″ شمالی ۱۲۹°۵۸′۵۸″ غربی / ۵۷٫۸۴۷۲۲°شمالی ۱۲۹٫۹۸۲۷۸°غربی |
| Elkin Creek Guest Ranch    | فرودگاه الکین کریک گست رنچ                                           |                    | CBL9      |                  | ۵۱°۳۰′۴۶″ شمالی ۱۲۳°۴۸′۱۶″ غربی / ۵۱٫۵۱۲۷۸°شمالی ۱۲۳٫۸۰۴۴۴°غربی |
| Elko                       | فرودگاه الکو                                                         |                    | CBE2      |                  | ۴۹°۱۷′۰۰″ شمالی ۱۱۵°۰۹′۰۰″ غربی / ۴۹٫۲۸۳۳۳°شمالی ۱۱۵٫۱۵۰۰۰°غربی |
| Fairmont Hot Springs       | فرودگاه فیرمونت هات سپرینگز                                          | CYCZ               |           | YCZ              | ۵۰°۱۹′۴۹″ شمالی ۱۱۵°۵۲′۲۴″ غربی / ۵۰٫۳۳۰۲۸°شمالی ۱۱۵٫۸۷۳۳۳°غربی |
| Fernie                     | Fernie (Elk Valley Hospital) Heliport                                |                    | CBP3      |                  | ۴۹°۳۰′۰۰″ شمالی ۱۱۵°۰۴′۰۰″ غربی / ۴۹٫۵۰۰۰۰°شمالی ۱۱۵٫۰۶۶۶۷°غربی |
| Fort Graham                | فرودگاه فورت گراهام                                                  |                    | CBW3      |                  | ۵۶°۳۱′۱۸″ شمالی ۱۲۴°۲۸′۰۶″ غربی / ۵۶٫۵۲۱۶۷°شمالی ۱۲۴٫۴۶۸۳۳°غربی |
| Fort Langley               | فرودگاه فورت لنگلی                                                   |                    | CBQ2      |                  | ۴۹°۱۰′۰۴″ شمالی ۱۲۲°۳۳′۱۷″ غربی / ۴۹٫۱۶۷۷۸°شمالی ۱۲۲٫۵۵۴۷۲°غربی |
| Fort Langley               | فرودگاه آبی فورت لنگلی                                               |                    | CAS4      |                  | ۴۹°۱۰′۰۰″ شمالی ۱۲۲°۳۲′۰۰″ غربی / ۴۹٫۱۶۶۶۷°شمالی ۱۲۲٫۵۳۳۳۳°غربی |
| Fort Nelson                | فرودگاه آبی فورت نلسون (دریاچه پارکر)                                |                    | CER9      |                  | ۵۸°۵۰′۰۰″ شمالی ۱۲۲°۵۴′۰۰″ غربی / ۵۸٫۸۳۳۳۳°شمالی ۱۲۲٫۹۰۰۰۰°غربی |
| Fort Nelson                | فرودگاه فورت نلسون                                                   | CYYE               |           | YYE              | ۵۸°۵۰′۱۱″ شمالی ۱۲۲°۳۵′۴۹″ غربی / ۵۸٫۸۳۶۳۹°شمالی ۱۲۲٫۵۹۶۹۴°غربی |
| Fort Nelson                | فرودگاه فورت نلسون / گوردون فیلد                                     |                    | CBL3      |                  | ۵۸°۴۹′۰۰″ شمالی ۱۲۲°۴۷′۰۰″ غربی / ۵۸٫۸۱۶۶۷°شمالی ۱۲۲٫۷۸۳۳۳°غربی |
| Fort St. James             | فرودگاه فورت سینت جیمز (پریسن)                                       | CYJM               |           | YJM              | ۵۴°۲۳′۵۰″ شمالی ۱۲۴°۱۵′۴۶″ غربی / ۵۴٫۳۹۷۲۲°شمالی ۱۲۴٫۲۶۲۷۸°غربی |
| Fort St. James             | فرودگاه آبی فورت سینت جیمز (استوارت ریور)                            |                    | CAZ6      |                  | ۵۴°۲۵′۰۰″ شمالی ۱۲۴°۱۶′۰۰″ غربی / ۵۴٫۴۱۶۶۷°شمالی ۱۲۴٫۲۶۶۶۷°غربی |
| Fort St. John              | فرودگاه فورت سینت جان (North Peace Airport)                          | CYXJ               |           | YXJ              | ۵۶°۱۴′۱۷″ شمالی ۱۲۰°۴۴′۲۵″ غربی / ۵۶٫۲۳۸۰۶°شمالی ۱۲۰٫۷۴۰۲۸°غربی |
| Fort St. John              | فرودگاه آبی فورت سینت جان (چارلی لیک)                                |                    | CEY7      |                  | ۵۶°۱۷′۰۰″ شمالی ۱۲۰°۵۸′۰۰″ غربی / ۵۶٫۲۸۳۳۳°شمالی ۱۲۰٫۹۶۶۶۷°غربی |
| Fort Ware                  | فرودگاه فورت ویر                                                     |                    | CAJ9      |                  | ۵۷°۲۵′۳۸″ شمالی ۱۲۵°۳۹′۰۱″ غربی / ۵۷٫۴۲۷۲۲°شمالی ۱۲۵٫۶۵۰۲۸°غربی |
| Fort Ware                  | فرودگاه آبی فورت ویر                                                 |                    | CAW6      |                  | ۵۷°۲۵′۰۰″ شمالی ۱۲۵°۳۹′۰۰″ غربی / ۵۷٫۴۱۶۶۷°شمالی ۱۲۵٫۶۵۰۰۰°غربی |
| Fraser Lake                | فرودگاه فریزر لیک                                                    |                    | CBZ9      |                  | ۵۴°۰۰′۴۸″ شمالی ۱۲۴°۴۶′۰۶″ غربی / ۵۴٫۰۱۳۳۳°شمالی ۱۲۴٫۷۶۸۳۳°غربی |
| Fraser Lake                | فرودگاه آبی فریزر لیک                                                |                    | CBJ8      |                  | ۵۴°۰۴′۰۰″ شمالی ۱۲۴°۵۳′۰۰″ غربی / ۵۴٫۰۶۶۶۷°شمالی ۱۲۴٫۸۸۳۳۳°غربی |
| Galore Creek               | Galore Creek Heliport                                                |                    | CGC2      |                  | ۵۷°۰۷′۲۴″ شمالی ۱۳۱°۲۷′۰۹″ غربی / ۵۷٫۱۲۳۳۳°شمالی ۱۳۱٫۴۵۲۵۰°غربی |
| Gang Ranch                 | فرودگاه گنگ رنچ                                                      |                    | CAY2      |                  | ۵۱°۳۳′۰۶″ شمالی ۱۲۲°۱۹′۳۷″ غربی / ۵۱٫۵۵۱۶۷°شمالی ۱۲۲٫۳۲۶۹۴°غربی |
| Ganges                     | Ganges (Lady Minto/Gulf Islands Hospital) Heliport                   |                    | CAL7      |                  | ۴۸°۵۱′۴″ شمالی ۱۲۳°۳۰′۳۱″ غربی / ۴۸٫۸۵۱۱۱°شمالی ۱۲۳٫۵۰۸۶۱°غربی  |
| Ganges                     | فرودگاه آبی گنگ                                                      |                    | CAX6      | YGG              | ۴۸°۵۱′۰۰″ شمالی ۱۲۳°۳۰′۰۰″ غربی / ۴۸٫۸۵۰۰۰°شمالی ۱۲۳٫۵۰۰۰۰°غربی |
| Gilford Island             | فرودگاه آبی خلیج گیلفرد آیلند/اکو                                    |                    | CAA7      |                  | ۵۰°۴۶′۰۰″ شمالی ۱۲۶°۲۹′۰۰″ غربی / ۵۰٫۷۶۶۶۷°شمالی ۱۲۶٫۴۸۳۳۳°غربی |
| Gilford Island             | فرودگاه آبی خلیج گیلفرد آیلند/هلث                                    |                    | CAD7      |                  | ۵۰°۴۲′۰۰″ شمالی ۱۲۶°۳۶′۰۰″ غربی / ۵۰٫۷۰۰۰۰°شمالی ۱۲۶٫۶۰۰۰۰°غربی |
| Gold River                 | فرودگاه آبی گولد ریور                                                |                    | CAU6      |                  | ۴۹°۴۱′۰۰″ شمالی ۱۲۶°۰۷′۰۰″ غربی / ۴۹٫۶۸۳۳۳°شمالی ۱۲۶٫۱۱۶۶۷°غربی |
| Gold River                 | Gold River (E & B Helicopters) Heliport                              |                    | CGR2      |                  | ۴۹°۴۵′۱۱″ شمالی ۱۲۶°۰۳′۱۹″ غربی / ۴۹٫۷۵۳۰۶°شمالی ۱۲۶٫۰۵۵۲۸°غربی |
| Golden                     | Golden (Canadian Helicopters) Heliport                               |                    | CGN2      |                  | ۵۱°۱۸′۱۱″ شمالی ۱۱۶°۵۸′۵۴″ غربی / ۵۱٫۳۰۳۰۶°شمالی ۱۱۶٫۹۸۱۶۷°غربی |
| Golden                     | Golden (Golden & District General Hospital) Heliport                 |                    | CBT5      |                  | ۵۱°۱۷′۴۸″ شمالی ۱۱۶°۵۸′۰۵″ غربی / ۵۱٫۲۹۶۶۷°شمالی ۱۱۶٫۹۶۸۰۶°غربی |
| Golden                     | فرودگاه گولدن                                                        | CYGE               |           | YGE              | ۵۱°۱۷′۵۷″ شمالی ۱۱۶°۵۸′۵۷″ غربی / ۵۱٫۲۹۹۱۷°شمالی ۱۱۶٫۹۸۲۵۰°غربی |
| Grand Forks                | فرودگاه گرند فرک                                                     | CZGF               |           | ZGF              | ۴۹°۰۰′۵۶″ شمالی ۱۱۸°۲۵′۵۰″ غربی / ۴۹٫۰۱۵۵۶°شمالی ۱۱۸٫۴۳۰۵۶°غربی |
| Green Lake                 | فرودگاه گرین‌لیک                                                      |                    | CBG2      |                  | ۵۱°۲۵′۴۶″ شمالی ۱۲۱°۱۲′۳۵″ غربی / ۵۱٫۴۲۹۴۴°شمالی ۱۲۱٫۲۰۹۷۲°غربی |
| Green Lake                 | فرودگاه آبی گرین لیک                                                 |                    | CBY6      |                  | ۵۱°۲۵′۱۹″ شمالی ۱۲۱°۱۲′۵۱″ غربی / ۵۱٫۴۲۱۹۴°شمالی ۱۲۱٫۲۱۴۱۷°غربی |
| Gun Lakes                  | Gun Lake Heliport                                                    |                    | CGL5      |                  | ۵۰°۵۳′۲۳″ شمالی ۱۲۲°۵۰′۴۸″ غربی / ۵۰٫۸۸۹۷۲°شمالی ۱۲۲٫۸۴۶۶۷°غربی |
| Harrison Hot Springs       | فرودگاه آبی هرسن هات اسپرینگز                                        |                    | CAE7      |                  | ۴۹°۱۸′۰۰″ شمالی ۱۲۱°۴۶′۰۰″ غربی / ۴۹٫۳۰۰۰۰°شمالی ۱۲۱٫۷۶۶۶۷°غربی |
| Hartley Bay                | فرودگاه آبی هارتلی بی                                                |                    | CAY4      | YTB              | ۵۳°۲۵′۰۰″ شمالی ۱۲۹°۱۵′۰۰″ غربی / ۵۳٫۴۱۶۶۷°شمالی ۱۲۹٫۲۵۰۰۰°غربی |
| Helmet                     | فرودگاه هلمت                                                         |                    | CBH2      |                  | ۵۹°۲۵′۳۳″ شمالی ۱۲۰°۴۷′۵۱″ غربی / ۵۹٫۴۲۵۸۳°شمالی ۱۲۰٫۷۹۷۵۰°غربی |
| Hope                       | فرودگاه هپ                                                           | CYHE               |           | YHE              | ۴۹°۲۲′۰۶″ شمالی ۱۲۱°۲۹′۵۳″ غربی / ۴۹٫۳۶۸۳۳°شمالی ۱۲۱٫۴۹۸۰۶°غربی |
| Houston                    | فرودگاه هیوستن                                                       |                    | CAM5      |                  | ۵۴°۲۶′۰۰″ شمالی ۱۲۶°۴۷′۰۰″ غربی / ۵۴٫۴۳۳۳۳°شمالی ۱۲۶٫۷۸۳۳۳°غربی |
| Hudson's Hope              | فرودگاه هودسنز هوپ                                                   | CYNH               |           | YNH              | ۵۶°۰۲′۰۸″ شمالی ۱۲۱°۵۸′۳۳″ غربی / ۵۶٫۰۳۵۵۶°شمالی ۱۲۱٫۹۷۵۸۳°غربی |
| Ingenika                   | فرودگاه اینجینیکا                                                    |                    | CAP6      |                  | ۵۶°۴۷′۲۶″ شمالی ۱۲۴°۵۳′۴۸″ غربی / ۵۶٫۷۹۰۵۶°شمالی ۱۲۴٫۸۹۶۶۷°غربی |
| Invermere                  | Invermere (Hospital) Heliport                                        |                    | CIV2      |                  | ۵۰°۳۰′۳۸″ شمالی ۱۱۶°۰۲′۰۵″ غربی / ۵۰٫۵۱۰۵۶°شمالی ۱۱۶٫۰۳۴۷۲°غربی |
| Invermere                  | فرودگاه اینورمر                                                      |                    | CAA8      |                  | ۵۰°۳۱′۰۰″ شمالی ۱۱۶°۰۰′۰۰″ غربی / ۵۰٫۵۱۶۶۷°شمالی ۱۱۶٫۰۰۰۰۰°غربی |
| کملوپس                     | Kamloops (Royal Inland Hospital) Heliport                            |                    | CBC4      |                  | ۵۰°۴۰′۰۸″ شمالی ۱۲۰°۱۹′۵۶″ غربی / ۵۰٫۶۶۸۸۹°شمالی ۱۲۰٫۳۳۲۲۲°غربی |
| کملوپس                     | فرودگاه کملوپس                                                       | CYKA               |           | YKA              | ۵۰°۴۲′۰۹″ شمالی ۱۲۰°۲۶′۵۵″ غربی / ۵۰٫۷۰۲۵۰°شمالی ۱۲۰٫۴۴۸۶۱°غربی |
| کملوپس                     | فرودگاه آبی کملوپس                                                   |                    | CAH7      |                  | ۵۰°۴۲′۰۰″ شمالی ۱۲۰°۲۶′۰۰″ غربی / ۵۰٫۷۰۰۰۰°شمالی ۱۲۰٫۴۳۳۳۳°غربی |
| Kahntah                    | فرودگاه کاهنتا                                                       |                    | CKN3      |                  | ۵۸°۰۲′۳۰″ شمالی ۱۲۰°۵۴′۳۴″ غربی / ۵۸٫۰۴۱۶۷°شمالی ۱۲۰٫۹۰۹۴۴°غربی |
| Kaslo                      | فرودگاه کاسلو                                                        |                    | CBR2      |                  | ۴۹°۵۴′۱۳″ شمالی ۱۱۶°۵۶′۰۷″ غربی / ۴۹٫۹۰۳۶۱°شمالی ۱۱۶٫۹۳۵۲۸°غربی |
| کلونا                      | Kelowna (Alpine) Heliport                                            |                    | CAB7      |                  | ۴۹°۵۲′۰۰″ شمالی ۱۱۹°۳۴′۰۰″ غربی / ۴۹٫۸۶۶۶۷°شمالی ۱۱۹٫۵۶۶۶۷°غربی |
| کلونا                      | Kelowna (General Hospital) Heliport                                  |                    | CKH9      |                  | ۴۹°۵۲′۲۷″ شمالی ۱۱۹°۲۹′۳۳″ غربی / ۴۹٫۸۷۴۱۷°شمالی ۱۱۹٫۴۹۲۵۰°غربی |
| کلونا                      | Kelowna (Wildcat Helicopters) Heliport                               |                    | CWC2      |                  | ۴۹°۵۲′۰۲″ شمالی ۱۱۹°۳۴′۴۶″ غربی / ۴۹٫۸۶۷۲۲°شمالی ۱۱۹٫۵۷۹۴۴°غربی |
| کلونا                      | فرودگاه بین‌المللی کلونا                                              |                    | CYLW      | YLW              | ۴۹°۵۷′۲۶″ شمالی ۱۱۹°۲۲′۴۰″ غربی / ۴۹٫۹۵۷۲۲°شمالی ۱۱۹٫۳۷۷۷۸°غربی |
| Kemano                     | Kemano Heliport                                                      |                    | CBZ2      |                  | ۵۳°۳۴′۰۰″ شمالی ۱۲۷°۵۷′۰۰″ غربی / ۵۳٫۵۶۶۶۷°شمالی ۱۲۷٫۹۵۰۰۰°غربی |
| Kemess Mine                | فرودگاه کمس کریک                                                     |                    | CBQ7      |                  | ۵۶°۵۸′۲۸″ شمالی ۱۲۶°۴۴′۲۸″ غربی / ۵۶٫۹۷۴۴۴°شمالی ۱۲۶٫۷۴۱۱۱°غربی |
| Kincolith                  | فرودگاه آبی کینکولیس                                                 |                    | CBA3      |                  | ۵۵°۰۰′۰۰″ شمالی ۱۲۹°۵۷′۰۰″ غربی / ۵۵٫۰۰۰۰۰°شمالی ۱۲۹٫۹۵۰۰۰°غربی |
| Kitimat                    | فرودگاه کیتیمت                                                       |                    | CBW2      |                  | ۵۴°۰۹′۵۰″ شمالی ۱۲۸°۳۴′۵۱″ غربی / ۵۴٫۱۶۳۸۹°شمالی ۱۲۸٫۵۸۰۸۳°غربی |
| Kitkatla                   | فرودگاه آبی کیتکاتلا                                                 |                    | CAP7      | YKK              | ۵۳°۴۸′۰۰″ شمالی ۱۳۰°۲۶′۰۰″ غربی / ۵۳٫۸۰۰۰۰°شمالی ۱۳۰٫۴۳۳۳۳°غربی |
| Kyuquot                    | فرودگاه آبی کیوکوت                                                   |                    | CAR7      |                  | ۵۰°۰۲′۰۰″ شمالی ۱۲۷°۲۲′۰۰″ غربی / ۵۰٫۰۳۳۳۳°شمالی ۱۲۷٫۳۶۶۶۷°غربی |
| Langley                    | فرودگاه لنگلی ریجنل (Langley Airport)                                | CYNJ               |           | YNJ              | ۴۹°۰۶′۰۴″ شمالی ۱۲۲°۳۷′۵۰″ غربی / ۴۹٫۱۰۱۱۱°شمالی ۱۲۲٫۶۳۰۵۶°غربی |
| Langley                    | Langley (Russell Farm) Heliport                                      |                    | CRF2      |                  | ۴۹°۰۰′۳۹″ شمالی ۱۲۲°۴۰′۱۹″ غربی / ۴۹٫۰۱۰۸۳°شمالی ۱۲۲٫۶۷۱۹۴°غربی |
| Lasqueti Island            | فرودگاه لاسکوتی ایسلاند/فالس بی آبی                                  |                    | CAT7      |                  | ۴۹°۳۰′۰۰″ شمالی ۱۲۴°۲۱′۰۰″ غربی / ۴۹٫۵۰۰۰۰°شمالی ۱۲۴٫۳۵۰۰۰°غربی |
| Laurier, Washington        | فرودگاه صحرایی ایالت اوی (Avey Field State/Laurier Airport)          |                    | 69S       |                  | ۴۸°۵۹′۵۴″ شمالی ۱۱۸°۱۳′۲۲″ غربی / ۴۸٫۹۹۸۳۳°شمالی ۱۱۸٫۲۲۲۷۸°غربی |
| Likely                     | فرودگاه لایکلی                                                       |                    | CAX5      |                  | ۵۲°۳۷′۰۰″ شمالی ۱۲۱°۳۰′۰۰″ غربی / ۵۲٫۶۱۶۶۷°شمالی ۱۲۱٫۵۰۰۰۰°غربی |
| Lillooet                   | Lillooet (Cariboo Chilcotin) Heliport                                |                    | CBP5      |                  | ۵۰°۴۱′۱۱″ شمالی ۱۲۱°۵۵′۳۵″ غربی / ۵۰٫۶۸۶۳۹°شمالی ۱۲۱٫۹۲۶۳۹°غربی |
| Lillooet                   | فرودگاه لیلوئت                                                       |                    | CYLI      |                  | ۵۰°۴۰′۲۹″ شمالی ۱۲۱°۵۳′۳۷″ غربی / ۵۰٫۶۷۴۷۲°شمالی ۱۲۱٫۸۹۳۶۱°غربی |
| Little Parker Island       | Little Parker Island Heliport                                        |                    | CBK9      |                  | ۴۸°۵۳′۴۷″ شمالی ۱۲۳°۲۵′۰۶″ غربی / ۴۸٫۸۹۶۳۹°شمالی ۱۲۳٫۴۱۸۳۳°غربی |
| Mabel Lake                 | فرودگاه دریاچه مابل                                                  |                    | CBF9      |                  | ۵۰°۳۶′۳۲″ شمالی ۱۱۸°۴۳′۵۲″ غربی / ۵۰٫۶۰۸۸۹°شمالی ۱۱۸٫۷۳۱۱۱°غربی |
| Mackenzie                  | فرودگاه مکنزی                                                        | CYZY               |           | YZY              | ۵۵°۱۷′۵۸″ شمالی ۱۲۳°۰۸′۰۰″ غربی / ۵۵٫۲۹۹۴۴°شمالی ۱۲۳٫۱۳۳۳۳°غربی |
| Madrona                    | Madrona Bay Heliport                                                 |                    | CBW9      |                  | ۴۸°۵۱′۲۱″ شمالی ۱۲۳°۲۹′۰۸″ غربی / ۴۸٫۸۵۵۸۳°شمالی ۱۲۳٫۴۸۵۵۶°غربی |
| Mansons Landing            | پایگاه هوایی آب‌نشین مانسونس                                          |                    | CAV7      |                  | ۵۰°۰۴′۰۰″ شمالی ۱۲۴°۵۹′۰۰″ غربی / ۵۰٫۰۶۶۶۷°شمالی ۱۲۴٫۹۸۳۳۳°غربی |
| Masset                     | فرودگاه ماست                                                         | CZMT               |           | ZMT              | ۵۴°۰۱′۳۸″ شمالی ۱۳۲°۰۷′۳۰″ غربی / ۵۴٫۰۲۷۲۲°شمالی ۱۳۲٫۱۲۵۰۰°غربی |
| Masset                     | پایگاه هوایی آبی ماست                                                |                    | CBN4      |                  | ۵۴°۰۰′۲۵″ شمالی ۱۳۲°۰۸′۲۴″ غربی / ۵۴٫۰۰۶۹۴°شمالی ۱۳۲٫۱۴۰۰۰°غربی |
| Mayne Island               | Mayne Island (Medical Emergency) Heliport                            |                    | CBF5      |                  | ۴۸°۵۰′۴۸″ شمالی ۱۲۳°۱۷′۰۳″ غربی / ۴۸٫۸۴۶۶۷°شمالی ۱۲۳٫۲۸۴۱۷°غربی |
| Mayne Island               | پایگاه هوایی آبی جزیره ماین                                          |                    | CAW7      |                  | ۴۸°۵۲′۰۰″ شمالی ۱۲۳°۱۸′۰۰″ غربی / ۴۸٫۸۶۶۶۷°شمالی ۱۲۳٫۳۰۰۰۰°غربی |
| McBride                    | پایگاه هوایی مک‌براید/چارلی لیک                                       |                    | CAV4      |                  | ۵۳°۱۸′۵۴″ شمالی ۱۲۰°۱۰′۱۴″ غربی / ۵۳٫۳۱۵۰۰°شمالی ۱۲۰٫۱۷۰۵۶°غربی |
| Merritt                    | فرودگاه مریت (Saunders Field)                                        |                    | CAD5      | YMB              | ۵۰°۰۷′۲۲″ شمالی ۱۲۰°۴۴′۵۰″ غربی / ۵۰٫۱۲۲۷۸°شمالی ۱۲۰٫۷۴۷۲۲°غربی |
| Midway                     | پایگاه هوایی می‌دوی                                                   |                    | CBM6      |                  | ۴۹°۰۰′۳۶″ شمالی ۱۱۸°۴۷′۲۳″ غربی / ۴۹٫۰۱۰۰۰°شمالی ۱۱۸٫۷۸۹۷۲°غربی |
| Minstrel Island            | پایگاه هوایی آبی مینسترل آیلند                                       |                    | CAX7      |                  | ۵۰°۳۷′۰۰″ شمالی ۱۲۶°۱۹′۰۰″ غربی / ۵۰٫۶۱۶۶۷°شمالی ۱۲۶٫۳۱۶۶۷°غربی |
| Mission                    | Mission (Memorial Hospital) Heliport                                 |                    | CBU6      |                  | ۴۹°۰۸′۱۰″ شمالی ۱۲۲°۱۹′۵۳″ غربی / ۴۹٫۱۳۶۱۱°شمالی ۱۲۲٫۳۳۱۳۹°غربی |
| Mission                    | Mission (Public Safety) Heliport                                     |                    | CBF4      |                  | ۴۹°۰۸′۰۰″ شمالی ۱۲۲°۲۱′۰۰″ غربی / ۴۹٫۱۳۳۳۳°شمالی ۱۲۲٫۳۵۰۰۰°غربی |
| Moose Lake                 | فرودگاه موس لیک                                                      |                    | CAS2      |                  | ۵۳°۰۴′۲۴″ شمالی ۱۲۵°۲۴′۳۳″ غربی / ۵۳٫۰۷۳۳۳°شمالی ۱۲۵٫۴۰۹۱۷°غربی |
| Moose Lake                 | پایگاه هوایی آبی موس لیک                                             |                    | CBE8      |                  | ۵۳°۰۴′۳۳″ شمالی ۱۲۵°۲۴′۰۲″ غربی / ۵۳٫۰۷۵۸۳°شمالی ۱۲۵٫۴۰۰۵۶°غربی |
| Mount Belcher              | Mount Belcher Heliport                                               |                    | CMBH      |                  | ۴۸°۴۹′۵۸″ شمالی ۱۲۳°۳۰′۱۹″ غربی / ۴۸٫۸۳۲۷۸°شمالی ۱۲۳٫۵۰۵۲۸°غربی |
| Mule Creek                 | فرودگاه مول کریک                                                     |                    | CBS4      |                  | ۵۹°۴۷′۰۸″ شمالی ۱۳۶°۳۴′۵۹″ غربی / ۵۹٫۷۸۵۵۶°شمالی ۱۳۶٫۵۸۳۰۶°غربی |
| Muncho Lake                | پایگاه آب‌نشین مونچولیک/۴۶۲مایل                                       |                    | CBF8      |                  | ۵۹°۰۰′۳۶″ شمالی ۱۲۵°۴۶′۲۶″ غربی / ۵۹٫۰۱۰۰۰°شمالی ۱۲۵٫۷۷۳۸۹°غربی |
| Nakusp                     | فرودگاه نکاسپ                                                        |                    | CAQ5      |                  | ۵۰°۱۵′۵۹″ شمالی ۱۱۷°۴۸′۴۶″ غربی / ۵۰٫۲۶۶۳۹°شمالی ۱۱۷٫۸۱۲۷۸°غربی |
| Nanaimo Harbour            | فرودگاه آبی بندر نانایمو                                             |                    | CAC8      | ZNA              | ۴۹°۱۱′۰۰″ شمالی ۱۲۳°۵۷′۰۰″ غربی / ۴۹٫۱۸۳۳۳°شمالی ۱۲۳٫۹۵۰۰۰°غربی |
| نانایمو                    | Nanaimo (West Coast) Heliport                                        |                    | CNH9      |                  | ۴۹°۱۱′۰۶″ شمالی ۱۲۳°۵۹′۲۰″ غربی / ۴۹٫۱۸۵۰۰°شمالی ۱۲۳٫۹۸۸۸۹°غربی |
| نانایمو                    | فرودگاه نانایمو                                                      | CYCD               |           | YCD              | ۴۹°۰۳′۰۸″ شمالی ۱۲۳°۵۲′۱۳″ غربی / ۴۹٫۰۵۲۲۲°شمالی ۱۲۳٫۸۷۰۲۸°غربی |
| نانایمو                    | فرودگاه آبی نانایمو/لانگ لیک                                         |                    | CAT3      |                  | ۴۹°۱۳′۰۰″ شمالی ۱۲۴°۰۱′۰۰″ غربی / ۴۹٫۲۱۶۶۷°شمالی ۱۲۴٫۰۱۶۶۷°غربی |
| Naramata                   | Naramata Heliport                                                    |                    | CNM6      |                  | ۴۹°۳۶′۱۰″ شمالی ۱۱۹°۳۴′۴۳″ غربی / ۴۹٫۶۰۲۷۸°شمالی ۱۱۹٫۵۷۸۶۱°غربی |
| Nelson                     | فرودگاه نلسون (بریتیش کلمبیا)                                        | CZNL               |           |                  | ۴۹°۲۹′۳۹″ شمالی ۱۱۷°۱۸′۰۲″ غربی / ۴۹٫۴۹۴۱۷°شمالی ۱۱۷٫۳۰۰۵۶°غربی |
| Nelson                     | پایگاه هوایی آبی نلسن                                                |                    | CAD8      |                  | ۴۹°۳۰′۰۰″ شمالی ۱۱۷°۱۸′۰۰″ غربی / ۴۹٫۵۰۰۰۰°شمالی ۱۱۷٫۳۰۰۰۰°غربی |
| نیو وست مینستر             | New Westminster (Royal Columbian Hospital) Heliport                  |                    | CNW9      |                  | ۴۹°۱۳′۳۵″ شمالی ۱۲۲°۵۳′۲۵″ غربی / ۴۹٫۲۲۶۳۹°شمالی ۱۲۲٫۸۹۰۲۸°غربی |
| Nimpo Lake                 | فرودگاه آبی نیمپو لیک                                                |                    | CAF8      |                  | ۵۲°۲۰′۰۰″ شمالی ۱۲۵°۰۹′۰۰″ غربی / ۵۲٫۳۳۳۳۳°شمالی ۱۲۵٫۱۵۰۰۰°غربی |
| Ocean Falls                | پایگاه آبی هوایی اوشن فالز                                           |                    | CAH2      | ZOF              | ۵۲°۲۲′۰۰″ شمالی ۱۲۷°۴۳′۰۰″ غربی / ۵۲٫۳۶۶۶۷°شمالی ۱۲۷٫۷۱۶۶۷°غربی |
| Oie Lake                   | پایگاه هوایی اووی لیک/دووگال کمپبلمیدان                              |                    | CDC5      |                  | ۵۲°۰۰′۳۹″ شمالی ۱۲۱°۱۲′۴۰″ غربی / ۵۲٫۰۱۰۸۳°شمالی ۱۲۱٫۲۱۱۱۱°غربی |
| Oliver                     | فرودگاه اولیور                                                       |                    | CAU3      |                  | ۴۹°۱۰′۲۴″ شمالی ۱۱۹°۳۳′۰۴″ غربی / ۴۹٫۱۷۳۳۳°شمالی ۱۱۹٫۵۵۱۱۱°غربی |
| ۱۰۰ مایل هاوس              | فرودگاه ۱۰۰ مایل هاوس                                                |                    | CAV3      |                  | ۵۱°۳۸′۳۳″ شمالی ۱۲۱°۱۸′۲۵″ غربی / ۵۱٫۶۴۲۵۰°شمالی ۱۲۱٫۳۰۶۹۴°غربی |
| 108 Mile Ranch             | فرودگاه محلی سوت کریبو (108 Mile Ranch Airport)                      | CZML               |           | ZMH              | ۵۱°۴۴′۱۰″ شمالی ۱۲۱°۱۹′۵۸″ غربی / ۵۱٫۷۳۶۱۱°شمالی ۱۲۱٫۳۳۲۷۸°غربی |
| Osoyoos                    | فرودگاه اوسویوس                                                      |                    | CBB9      |                  | ۴۹°۰۲′۱۴″ شمالی ۱۱۹°۲۹′۲۰″ غربی / ۴۹٫۰۳۷۲۲°شمالی ۱۱۹٫۴۸۸۸۹°غربی |
| Ospika                     | فرودگاه اوسپیکا                                                      |                    | CBA9      |                  | ۵۶°۱۶′۱۵″ شمالی ۱۲۴°۰۳′۵۰″ غربی / ۵۶٫۲۷۰۸۳°شمالی ۱۲۴٫۰۶۳۸۹°غربی |
| Peggo                      | فرودگاه آبی پگو دوون کانادا                                          |                    | CPD7      |                  | ۵۹°۱۹′۰۸″ شمالی ۱۲۰°۱۶′۳۸″ غربی / ۵۹٫۳۱۸۸۹°شمالی ۱۲۰٫۲۷۷۲۲°غربی |
| Pemberton                  | فرودگاه آبی پمبرتون                                                  | CYPS               |           |                  | ۵۰°۱۸′۰۹″ شمالی ۱۲۲°۴۴′۱۶″ غربی / ۵۰٫۳۰۲۵۰°شمالی ۱۲۲٫۷۳۷۷۸°غربی |
| Pender Harbour             | فرودگاه آبی پندر هاربر                                               |                    | CAG8      | YPT              | ۴۹°۳۷′۰۰″ شمالی ۱۲۴°۰۱′۰۰″ غربی / ۴۹٫۶۱۶۶۷°شمالی ۱۲۴٫۰۱۶۶۷°غربی |
| پنتیکتن                    | فرودگاه منطقه‌ای پنتیکتون                                             | CYYF               |           | YYF              | ۴۹°۲۷′۴۷″ شمالی ۱۱۹°۳۶′۰۶″ غربی / ۴۹٫۴۶۳۰۶°شمالی ۱۱۹٫۶۰۱۶۷°غربی |
| پنتیکتن                    | فرودگاه آبی پنتیکتون                                                 |                    | CAH8      |                  | ۴۹°۲۷′۰۰″ شمالی ۱۱۹°۳۶′۰۰″ غربی / ۴۹٫۴۵۰۰۰°شمالی ۱۱۹٫۶۰۰۰۰°غربی |
| پیت مدوز                   | فرودگاه پیت میدوز (Pitt Meadows Regional Airport)                    | CYPK               |           | YPK              | ۴۹°۱۲′۵۸″ شمالی ۱۲۲°۴۲′۳۶″ غربی / ۴۹٫۲۱۶۱۱°شمالی ۱۲۲٫۷۱۰۰۰°غربی |
| پیت مدوز                   | فرودگاه آبی پیت میدوز                                                |                    | CAJ8      |                  | ۴۹°۱۲′۳۳″ شمالی ۱۲۲°۴۲′۳۱″ غربی / ۴۹٫۲۰۹۱۷°شمالی ۱۲۲٫۷۰۸۶۱°غربی |
| پورت آلبرنی                | فرودگاه پورت آلبرنی (منطقه دره آلبرنی)                               |                    | CBS8      | YPB              | ۴۹°۱۹′۱۹″ شمالی ۱۲۴°۵۵′۵۲″ غربی / ۴۹٫۳۲۱۹۴°شمالی ۱۲۴٫۹۳۱۱۱°غربی |
| پورت آلبرنی                | Port Alberni (West Coast General Hospital) Heliport                  |                    | CBK5      |                  | ۴۹°۱۴′۵۴″ شمالی ۱۲۴°۴۶′۵۴″ غربی / ۴۹٫۲۴۸۳۳°شمالی ۱۲۴٫۷۸۱۶۷°غربی |
| پورت آلبرنی                | فرودگاه آبی پورت آلبرنی                                              |                    | CPW9      |                  | ۴۹°۱۳′۵۵″ شمالی ۱۲۴°۴۸′۵۳″ غربی / ۴۹٫۲۳۱۹۴°شمالی ۱۲۴٫۸۱۴۷۲°غربی |
| پورت آلبرنی                | Port Alberni/Sproat Lake Tanker Base Heliport                        |                    | CBT9      |                  | ۴۹°۱۷′۲۴″ شمالی ۱۲۴°۵۶′۴۲″ غربی / ۴۹٫۲۹۰۰۰°شمالی ۱۲۴٫۹۴۵۰۰°غربی |
| پورت آلبرنی                | فرودگاه آبی پورت آلبرنی/ اسپروت لیک                                  |                    | CAA9      |                  | ۴۹°۱۷′۰۰″ شمالی ۱۲۴°۵۷′۰۰″ غربی / ۴۹٫۲۸۳۳۳°شمالی ۱۲۴٫۹۵۰۰۰°غربی |
| Port Alice                 | Port Alice (Hospital) Heliport                                       |                    | CBB5      |                  | ۵۰°۲۵′۳۶″ شمالی ۱۲۷°۲۹′۱۳″ غربی / ۵۰٫۴۲۶۶۷°شمالی ۱۲۷٫۴۸۶۹۴°غربی |
| Port Alice                 | فرودگاه آبی پورت آلیس/ رامبل بیچ                                     |                    | CAL8      |                  | ۵۰°۲۶′۰۰″ شمالی ۱۲۷°۳۰′۰۰″ غربی / ۵۰٫۴۳۳۳۳°شمالی ۱۲۷٫۵۰۰۰۰°غربی |
| Port Hardy                 | Port Hardy (Hospital) Heliport                                       |                    | CBS5      |                  | ۵۰°۴۳′۱۵″ شمالی ۱۲۷°۳۰′۱۱″ غربی / ۵۰٫۷۲۰۸۳°شمالی ۱۲۷٫۵۰۳۰۶°غربی |
| Port Hardy                 | فرودگاه پورت هاردی                                                   | CYZT               |           | YZT              | ۵۰°۴۰′۵۰″ شمالی ۱۲۷°۲۲′۰۰″ غربی / ۵۰٫۶۸۰۵۶°شمالی ۱۲۷٫۳۶۶۶۷°غربی |
| Port Hardy                 | پایگاه هوایی آبی پورت هاردی                                          |                    | CAW5      |                  | ۵۰°۴۳′۰۰″ شمالی ۱۲۷°۲۹′۰۰″ غربی / ۵۰٫۷۱۶۶۷°شمالی ۱۲۷٫۴۸۳۳۳°غربی |
| Port McNeill               | Port McNeill (Hospital) Heliport                                     |                    | CBM9      |                  | ۵۰°۳۴′۵۷″ شمالی ۱۲۷°۰۴′۰۷″ غربی / ۵۰٫۵۸۲۵۰°شمالی ۱۲۷٫۰۶۸۶۱°غربی |
| Port McNeill               | فرودگاه پورت مک‌نیل                                                   |                    | CAT5      | YMP              | ۵۰°۳۴′۳۲″ شمالی ۱۲۷°۰۱′۴۳″ غربی / ۵۰٫۵۷۵۵۶°شمالی ۱۲۷٫۰۲۸۶۱°غربی |
| Port McNeill               | پایگاه هوایی آبی پورت مک‌نیل                                          |                    | CAM8      |                  | ۵۰°۳۵′۰۰″ شمالی ۱۲۷°۰۶′۰۰″ غربی / ۵۰٫۵۸۳۳۳°شمالی ۱۲۷٫۱۰۰۰۰°غربی |
| Port Simpson               | پایگاه هوایی آبی پورت سیمپسون                                        |                    | CAN8      | YPI              | ۵۴°۳۴′۰۰″ شمالی ۱۳۰°۲۶′۰۰″ غربی / ۵۴٫۵۶۶۶۷°شمالی ۱۳۰٫۴۳۳۳۳°غربی |
| Port Washington            | پایگاه هوایی آبی پورت واشنگتن                                        |                    | CAP8      |                  | ۴۸°۴۹′۰۰″ شمالی ۱۲۳°۱۹′۰۰″ غربی / ۴۸٫۸۱۶۶۷°شمالی ۱۲۳٫۳۱۶۶۷°غربی |
| Powell Lake                | فرودگاه پاول لیک آبی                                                 |                    | CAQ8      | WPL              | ۴۹°۵۳′۰۰″ شمالی ۱۲۴°۳۲′۰۰″ غربی / ۴۹٫۸۸۳۳۳°شمالی ۱۲۴٫۵۳۳۳۳°غربی |
| Powell River               | Powell River (Hospital) Heliport                                     |                    | CPW8      |                  | ۴۹°۵۱′۰۵″ شمالی ۱۲۴°۳۱′۰۲″ غربی / ۴۹٫۸۵۱۳۹°شمالی ۱۲۴٫۵۱۷۲۲°غربی |
| Powell River               | فرودگاه پاول ریور                                                    | CYPW               |           | YPW              | ۴۹°۵۰′۰۳″ شمالی ۱۲۴°۳۰′۰۱″ غربی / ۴۹٫۸۳۴۱۷°شمالی ۱۲۴٫۵۰۰۲۸°غربی |
| پرنس جورج، بریتیش کلمبیا   | Prince George (Pacific Western Helicopters) Heliport                 |                    | CBG8      |                  | ۵۳°۵۲′۳۸″ شمالی ۱۲۲°۴۵′۴۰″ غربی / ۵۳٫۸۷۷۲۲°شمالی ۱۲۲٫۷۶۱۱۱°غربی |
| پرنس جورج، بریتیش کلمبیا   | فرودگاه پرینس جرج                                                    | CYXS               |           | YXS              | ۵۳°۵۳′۰۳″ شمالی ۱۲۲°۴۰′۳۹″ غربی / ۵۳٫۸۸۴۱۷°شمالی ۱۲۲٫۶۷۷۵۰°غربی |
| پرنس جورج، بریتیش کلمبیا   | Otway Heliport                                                       |                    | COW2      |                  | ۵۳°۵۷′۰۶″ شمالی ۱۲۲°۴۹′۵۴″ غربی / ۵۳٫۹۵۱۶۷°شمالی ۱۲۲٫۸۳۱۶۷°غربی |
| Prince Rupert              | Prince Rupert (Hospital) Heliport                                    |                    | CBR8      |                  | ۵۴°۱۸′۱۷″ شمالی ۱۳۰°۱۹′۴۸″ غربی / ۵۴٫۳۰۴۷۲°شمالی ۱۳۰٫۳۳۰۰۰°غربی |
| Prince Rupert              | Prince Rupert (Hydro) Heliport                                       |                    | CBU4      |                  | ۵۴°۱۸′۴۲″ شمالی ۱۳۰°۱۷′۳۷″ غربی / ۵۴٫۳۱۱۶۷°شمالی ۱۳۰٫۲۹۳۶۱°غربی |
| Prince Rupert              | فرودگاه پرینس روپرت                                                  | CYPR               |           | YPR              | ۵۴°۱۷′۱۰″ شمالی ۱۳۰°۲۶′۴۱″ غربی / ۵۴٫۲۸۶۱۱°شمالی ۱۳۰٫۴۴۴۷۲°غربی |
| Prince Rupert              | فرودگاه آبی پرینس روپرت، دیگبی آیلند                                 |                    | CAN6      |                  | ۵۴°۱۹′۰۰″ شمالی ۱۳۰°۲۴′۰۰″ غربی / ۵۴٫۳۱۶۶۷°شمالی ۱۳۰٫۴۰۰۰۰°غربی |
| Prince Rupert              | Prince Rupert/Seal Cove (Coast Guard) Heliport                       |                    | CBY5      |                  | ۵۴°۱۹′۵۴″ شمالی ۱۳۰°۱۶′۳۶″ غربی / ۵۴٫۳۳۱۶۷°شمالی ۱۳۰٫۲۷۶۶۷°غربی |
| Prince Rupert              | Prince Rupert/Seal Cove (Public) Heliport                            |                    | CBF6      |                  | ۵۴°۱۹′۴۸″ شمالی ۱۳۰°۱۶′۴۲″ غربی / ۵۴٫۳۳۰۰۰°شمالی ۱۳۰٫۲۷۸۳۳°غربی |
| Prince Rupert              | فرودگاه آبی پرینس روپرت                                              | CZSW               |           | ZSW              | ۵۴°۲۰′۰۰″ شمالی ۱۳۰°۱۷′۰۰″ غربی / ۵۴٫۳۳۳۳۳°شمالی ۱۳۰٫۲۸۳۳۳°غربی |
| Princeton                  | پایگاه هوایی پرینستن                                                 | CYDC               |           |                  | ۴۹°۲۸′۰۵″ شمالی ۱۲۰°۳۰′۴۱″ غربی / ۴۹٫۴۶۸۰۶°شمالی ۱۲۰٫۵۱۱۳۹°غربی |
| Puntzi Mountain            | فرودگاه پونتزی مانتن                                                 | CYPU               |           | YPU              | ۵۲°۰۶′۴۶″ شمالی ۱۲۴°۰۸′۴۱″ غربی / ۵۲٫۱۱۲۷۸°شمالی ۱۲۴٫۱۴۴۷۲°غربی |
| Qualicum Beach             | فرودگاه کوالیکوم بیچ                                                 |                    | CAT4      | XQU              | ۴۹°۲۰′۱۴″ شمالی ۱۲۴°۲۳′۳۸″ غربی / ۴۹٫۳۳۷۲۲°شمالی ۱۲۴٫۳۹۳۸۹°غربی |
| Quamichan Lake             | فرودگاه کوامیچان لیک                                                 |                    | CML2      |                  | ۴۸°۴۸′۴۳″ شمالی ۱۲۳°۳۹′۰۲″ غربی / ۴۸٫۸۱۱۹۴°شمالی ۱۲۳٫۶۵۰۵۶°غربی |
| Queen Charlotte City       | پایگاه هوایی آبی کویین شارلوت                                        |                    | CAQ6      |                  | ۵۳°۱۵′۱۶″ شمالی ۱۳۲°۰۴′۳۲″ غربی / ۵۳٫۲۵۴۴۴°شمالی ۱۳۲٫۰۷۵۵۶°غربی |
| Quennell Lake              | پایگاه هوایی آبی نانایمو/کوئنل لیک                                   |                    | CBQ9      |                  | ۴۹°۰۴′۳۹″ شمالی ۱۲۳°۴۹′۵۰″ غربی / ۴۹٫۰۷۷۵۰°شمالی ۱۲۳٫۸۳۰۵۶°غربی |
| Quesnel Lake               | فرودگاه کوسنل لیک                                                    |                    | CBK6      |                  | ۵۲°۳۰′۵۴″ شمالی ۱۲۱°۰۲′۴۲″ غربی / ۵۲٫۵۱۵۰۰°شمالی ۱۲۱٫۰۴۵۰۰°غربی |
| Quesnel                    | Quesnel (G. R. Baker Memorial Hospital)                              |                    | CAZ4      |                  | ۵۲°۵۸′۵۷″ شمالی ۱۲۲°۳۰′۰۱″ غربی / ۵۲٫۹۸۲۵۰°شمالی ۱۲۲٫۵۰۰۲۸°غربی |
| Quesnel                    | فرودگاه کوسنل                                                        | CYQZ               |           | YQZ              | ۵۳°۰۱′۳۴″ شمالی ۱۲۲°۳۰′۳۷″ غربی / ۵۳٫۰۲۶۱۱°شمالی ۱۲۲٫۵۱۰۲۸°غربی |
| Quilchena                  | فرودگاه کویلچنا                                                      |                    | CBT6      |                  | ۵۰°۱۰′۰۰″ شمالی ۱۲۰°۳۰′۰۰″ غربی / ۵۰٫۱۶۶۶۷°شمالی ۱۲۰٫۵۰۰۰۰°غربی |
| Radium Hot Springs         | فرودگاه رادیوم هات اسپرینگز                                          |                    | CBL6      |                  | ۵۰°۳۸′۰۰″ شمالی ۱۱۶°۰۶′۰۰″ غربی / ۵۰٫۶۳۳۳۳°شمالی ۱۱۶٫۱۰۰۰۰°غربی |
| Revelstoke                 | فرودگاه رولستوک                                                      | CYRV               |           | YRV              | ۵۰°۵۸′۰۰″ شمالی ۱۱۸°۱۱′۰۰″ غربی / ۵۰٫۹۶۶۶۷°شمالی ۱۱۸٫۱۸۳۳۳°غربی |
| Rivers Inlet               | فرودگاه ریورس اینتل آبی                                              |                    | CAU8      | YRN              | ۵۱°۴۱′۰۰″ شمالی ۱۲۷°۱۵′۰۰″ غربی / ۵۱٫۶۸۳۳۳°شمالی ۱۲۷٫۲۵۰۰۰°غربی |
| Rykerts                    | فرودگاه ریکرتس واتر                                                  |                    | CBZ8      |                  | ۴۸°۵۹′۰۰″ شمالی ۱۱۶°۳۰′۰۰″ غربی / ۴۸٫۹۸۳۳۳°شمالی ۱۱۶٫۵۰۰۰۰°غربی |
| Salmon Arm                 | فرودگاه سالمن آرم                                                    | CZAM               |           | YSN              | ۵۰°۴۰′۵۸″ شمالی ۱۱۹°۱۳′۴۳″ غربی / ۵۰٫۶۸۲۷۸°شمالی ۱۱۹٫۲۲۸۶۱°غربی |
| San Juan Point             | San Juan Point (Coast Guard) Heliport                                |                    | CBJ9      |                  | ۴۸°۳۱′۵۲″ شمالی ۱۲۴°۲۷′۲۴″ غربی / ۴۸٫۵۳۱۱۱°شمالی ۱۲۴٫۴۵۶۶۷°غربی |
| Sandspit                   | فرودگاه سندسپیت                                                      | CYZP               |           | YZP              | ۵۳°۱۵′۱۵″ شمالی ۱۳۱°۴۸′۵۰″ غربی / ۵۳٫۲۵۴۱۷°شمالی ۱۳۱٫۸۱۳۸۹°غربی |
| Scum Lake                  | فرودگاه دریاچه سکوم                                                  |                    | CAW3      |                  | ۵۱°۴۸′۰۰″ شمالی ۱۲۳°۳۵′۰۰″ غربی / ۵۱٫۸۰۰۰۰°شمالی ۱۲۳٫۵۸۳۳۳°غربی |
| Sechelt                    | Sechlt (St. Mary's Hospital) Heliport                                |                    | CBP4      |                  | ۴۹°۲۸′۳۴″ شمالی ۱۲۳°۴۴′۵۴″ غربی / ۴۹٫۴۷۶۱۱°شمالی ۱۲۳٫۷۴۸۳۳°غربی |
| Sechelt/Gibsons            | فرودگاه سچلت                                                         |                    | CAP3      |                  | ۴۹°۲۷′۳۸″ شمالی ۱۲۳°۴۳′۰۷″ غربی / ۴۹٫۴۶۰۵۶°شمالی ۱۲۳٫۷۱۸۶۱°غربی |
| Shawnigan Lake             | فرودگاه دریاچه شونیگن                                                |                    | CAV8      |                  | ۴۸°۳۸′۰۰″ شمالی ۱۲۳°۳۸′۰۰″ غربی / ۴۸٫۶۳۳۳۳°شمالی ۱۲۳٫۶۳۳۳۳°غربی |
| Shearwater                 | فرودگاه آبی بلا بلا/شارواتر                                          |                    | CAW8      | YSX              | ۵۲°۰۹′۰۰″ شمالی ۱۲۸°۰۵′۰۰″ غربی / ۵۲٫۱۵۰۰۰°شمالی ۱۲۸٫۰۸۳۳۳°غربی |
| Shuswap Lake               | فرودگاه اسکولکس فیلد (شوسواسپ))                                      |                    | CSQ2      |                  | ۵۰°۵۲′۴۴″ شمالی ۱۱۹°۳۵′۲۵″ غربی / ۵۰٫۸۷۸۸۹°شمالی ۱۱۹٫۵۹۰۲۸°غربی |
| Smithers                   | Smithers (Canadian) Heliport                                         |                    | CAA6      |                  | ۵۴°۴۶′۳۰″ شمالی ۱۲۷°۰۸′۰۶″ غربی / ۵۴٫۷۷۵۰۰°شمالی ۱۲۷٫۱۳۵۰۰°غربی |
| Smithers                   | فرودگاه اسمیترس                                                      | CYYD               |           | YYD              | ۵۴°۴۹′۳۱″ شمالی ۱۲۷°۱۰′۵۸″ غربی / ۵۴٫۸۲۵۲۸°شمالی ۱۲۷٫۱۸۲۷۸°غربی |
| Smithers                   | فرودگاه آبی اسمیترس/تاهی لیک                                         |                    | CAX8      |                  | ۵۴°۴۳′۰۰″ شمالی ۱۲۷°۰۳′۰۰″ غربی / ۵۴٫۷۱۶۶۷°شمالی ۱۲۷٫۰۵۰۰۰°غربی |
| Sonora Island              | Sonora Resort Heliport                                               |                    | CSR6      |                  | ۵۰°۲۲′۵۴″ شمالی ۱۲۵°۰۹′۲۶″ غربی / ۵۰٫۳۸۱۶۷°شمالی ۱۲۵٫۱۵۷۲۲°غربی |
| Sparwood                   | فرودگاه اسپاروود/الک ولی                                             | CYSW               |           |                  | ۴۹°۵۰′۰۰″ شمالی ۱۱۴°۵۳′۰۰″ غربی / ۴۹٫۸۳۳۳۳°شمالی ۱۱۴٫۸۸۳۳۳°غربی |
| Spout Lake                 | فرودگاه آبی دریاچه اسپوت                                             |                    | CSU6      |                  | ۵۲°۰۰′۲۷″ شمالی ۱۲۱°۲۶′۴۱″ غربی / ۵۲٫۰۰۷۵۰°شمالی ۱۲۱٫۴۴۴۷۲°غربی |
| Springhouse                | فرودگاه اسپرینگهاوس                                                  |                    | CAQ4      |                  | ۵۱°۵۷′۲۰″ شمالی ۱۲۲°۰۸′۲۲″ غربی / ۵۱٫۹۵۵۵۶°شمالی ۱۲۲٫۱۳۹۴۴°غربی |
| Squamish                   | فرودگاه اسکوامیش                                                     | CYSE               |           | YSE              | ۴۹°۴۶′۵۴″ شمالی ۱۲۳°۰۹′۴۳″ غربی / ۴۹٫۷۸۱۶۷°شمالی ۱۲۳٫۱۶۱۹۴°غربی |
| Stewart                    | Stewart (Health Centre) Heliport                                     |                    | CHC2      |                  | ۵۵°۵۶′۲۵″ شمالی ۱۲۹°۵۹′۲۶″ غربی / ۵۵٫۹۴۰۲۸°شمالی ۱۲۹٫۹۹۰۵۶°غربی |
| Stewart                    | فرودگاه استیوارت                                                     | CZST               |           | ZST              | ۵۵°۵۶′۰۰″ شمالی ۱۲۹°۵۹′۰۰″ غربی / ۵۵٫۹۳۳۳۳°شمالی ۱۲۹٫۹۸۳۳۳°غربی |
| Stewart                    | فرودگاه آبی استیوارت                                                 |                    | CAC9      |                  | ۵۵°۵۵′۰۰″ شمالی ۱۳۰°۰۰′۰۰″ غربی / ۵۵٫۹۱۶۶۷°شمالی ۱۳۰٫۰۰۰۰۰°غربی |
| Sullivan Bay               | فرودگاه آبی خلیج سالیوان                                             |                    | CAV5      | YTG              | ۵۰°۵۳′۰۰″ شمالی ۱۲۶°۵۰′۰۰″ غربی / ۵۰٫۸۸۳۳۳°شمالی ۱۲۶٫۸۳۳۳۳°غربی |
| Surge Narrows              | فرودگاه آبی سرج نروز                                                 |                    | CAG9      |                  | ۵۰°۱۳′۰۰″ شمالی ۱۲۵°۰۷′۰۰″ غربی / ۵۰٫۲۱۶۶۷°شمالی ۱۲۵٫۱۱۶۶۷°غربی |
| Surrey                     | فرودگاه سوری/کینگ جورج                                               |                    | CSK8      |                  | ۴۹°۰۵′۴۲″ شمالی ۱۲۲°۴۹′۱۰″ غربی / ۴۹٫۰۹۵۰۰°شمالی ۱۲۲٫۸۱۹۴۴°غربی |
| Tahsis                     | فرودگاه تسیس واتر                                                    |                    | CAL9      | ZTS              | ۴۹°۵۵′۰۰″ شمالی ۱۲۶°۴۰′۰۰″ غربی / ۴۹٫۹۱۶۶۷°شمالی ۱۲۶٫۶۶۶۶۷°غربی |
| Takla Landing              | فرودگاه تاکلا لندینگ واتر                                            |                    | CAZ3      |                  | ۵۵°۳۰′۰۰″ شمالی ۱۲۵°۵۹′۰۰″ غربی / ۵۵٫۵۰۰۰۰°شمالی ۱۲۵٫۹۸۳۳۳°غربی |
| Telegraph Creek            | فرودگاه تلگراف کریک                                                  |                    | CBM5      | YTX              | ۵۷°۵۵′۰۰″ شمالی ۱۳۱°۰۷′۰۰″ غربی / ۵۷٫۹۱۶۶۷°شمالی ۱۳۱٫۱۱۶۶۷°غربی |
| Telegraph Creek            | فرودگاه آبی تلگراف کریک                                              |                    | CAH9      |                  | ۵۷°۵۴′۰۰″ شمالی ۱۳۱°۱۱′۰۰″ غربی / ۵۷٫۹۰۰۰۰°شمالی ۱۳۱٫۱۸۳۳۳°غربی |
| Terrace and Kitimat        | فرودگاه منطقه‌ای نورث‌وست (بریتیش کلمبیا)                              | CYXT               |           | YXT              | ۵۴°۲۸′۰۷″ شمالی ۱۲۸°۳۴′۴۲″ غربی / ۵۴٫۴۶۸۶۱°شمالی ۱۲۸٫۵۷۸۳۳°غربی |
| Terrace                    | Terrace/BC Hydro Heliport                                            |                    | CBW5      |                  | ۵۴°۳۱′۰۷″ شمالی ۱۲۸°۳۷′۳۱″ غربی / ۵۴٫۵۱۸۶۱°شمالی ۱۲۸٫۶۲۵۲۸°غربی |
| Texada                     | فرودگاه تسادا/خلیج گیلایس                                            | CYGB               |           | YGB              | ۴۹°۴۱′۳۹″ شمالی ۱۲۴°۳۱′۰۴″ غربی / ۴۹٫۶۹۴۱۷°شمالی ۱۲۴٫۵۱۷۷۸°غربی |
| Tipella                    | فرودگاه تیپلا                                                        |                    | CBB7      |                  | ۴۹°۴۴′۳۵″ شمالی ۱۲۲°۰۹′۴۷″ غربی / ۴۹٫۷۴۳۰۶°شمالی ۱۲۲٫۱۶۳۰۶°غربی |
| Toad River                 | فرودگاه تاود ریور - ۴۲۲ مایلی بزرگراه آلاسکا                         |                    | CBK7      |                  | ۵۸°۵۰′۵۸″ شمالی ۱۲۵°۱۴′۲۴″ غربی / ۵۸٫۸۴۹۴۴°شمالی ۱۲۵٫۲۴۰۰۰°غربی |
| Tofino Harbour             | فرودگاه تافینو هاربر واتر                                            |                    | CAB4      |                  | ۴۹°۰۹′۰۰″ شمالی ۱۲۵°۵۴′۰۰″ غربی / ۴۹٫۱۵۰۰۰°شمالی ۱۲۵٫۹۰۰۰۰°غربی |
| Tofino                     | Tofino (Hospital) Heliport                                           |                    | CBC8      |                  | ۴۹°۰۹′۰۴″ شمالی ۱۲۵°۵۴′۳۳″ غربی / ۴۹٫۱۵۱۱۱°شمالی ۱۲۵٫۹۰۹۱۷°غربی |
| Tofino                     | فرودگاه تافینو                                                       | CYAZ               |           | YAZ              | ۴۹°۰۴′۵۶″ شمالی ۱۲۵°۴۶′۲۱″ غربی / ۴۹٫۰۸۲۲۲°شمالی ۱۲۵٫۷۷۲۵۰°غربی |
| Tofino                     | Tofino Lifeboat Station Heliport                                     |                    | CBR7      |                  | ۴۹°۰۸′۰۰″ شمالی ۱۲۵°۵۴′۰۰″ غربی / ۴۹٫۱۳۳۳۳°شمالی ۱۲۵٫۹۰۰۰۰°غربی |
| Trail                      | فرودگاه تریل                                                         |                    | CAD4      |                  | ۴۹°۰۳′۲۰″ شمالی ۱۱۷°۳۶′۳۳″ غربی / ۴۹٫۰۵۵۵۶°شمالی ۱۱۷٫۶۰۹۱۷°غربی |
| Trail                      | Trail (Kootenay Boundary Regional Hospital) Heliport                 |                    | CKB3      |                  | ۴۹°۰۶′۱۳″ شمالی ۱۱۷°۴۲′۰۱″ غربی / ۴۹٫۱۰۳۶۱°شمالی ۱۱۷٫۷۰۰۲۸°غربی |
| Tsacha Lake                | فرودگاه دریاچه ساشا                                                  |                    | CAE4      |                  | ۵۳°۰۱′۰۰″ شمالی ۱۲۴°۵۰′۰۰″ غربی / ۵۳٫۰۱۶۶۷°شمالی ۱۲۴٫۸۳۳۳۳°غربی |
| Tsay Keh                   | فرودگاه تسی که                                                       |                    | CBN9      |                  | ۵۶°۵۴′۲۲″ شمالی ۱۲۴°۵۷′۵۴″ غربی / ۵۶٫۹۰۶۱۱°شمالی ۱۲۴٫۹۶۵۰۰°غربی |
| Tsetzi Lake                | فرودگاه دریاچه تزی (پان فیلیپس)                                      |                    | CBT3      |                  | ۵۲°۵۸′۱۹″ شمالی ۱۲۵°۰۱′۳۶″ غربی / ۵۲٫۹۷۱۹۴°شمالی ۱۲۵٫۰۲۶۶۷°غربی |
| Tsuniah Lake Lodge         | فرودگاه تسانیا لیک لاج                                               |                    | CAF4      |                  | ۵۱°۳۲′۰۰″ شمالی ۱۲۴°۱۰′۰۰″ غربی / ۵۱٫۵۳۳۳۳°شمالی ۱۲۴٫۱۶۶۶۷°غربی |
| Tumbler Ridge              | فرودگاه تامبلر ریج                                                   |                    | CBX7      |                  | ۵۵°۰۱′۳۰″ شمالی ۱۲۰°۵۶′۰۵″ غربی / ۵۵٫۰۲۵۰۰°شمالی ۱۲۰٫۹۳۴۷۲°غربی |
| یوکلولت                    | فرودگاه آبی یوکلولت                                                  |                    | CAN3      |                  | ۴۸°۵۷′۰۰″ شمالی ۱۲۵°۳۳′۰۰″ غربی / ۴۸٫۹۵۰۰۰°شمالی ۱۲۵٫۵۵۰۰۰°غربی |
| Valemount                  | Valemount (Yellowhead Helicopters) Heliport                          |                    | CBV7      |                  | ۵۲°۵۲′۰۰″ شمالی ۱۱۹°۱۸′۰۰″ غربی / ۵۲٫۸۶۶۶۷°شمالی ۱۱۹٫۳۰۰۰۰°غربی |
| Valemount                  | فرودگاه وله‌مونت                                                      |                    | CAH4      |                  | ۵۲°۵۱′۱۰″ شمالی ۱۱۹°۲۰′۱۱″ غربی / ۵۲٫۸۵۲۷۸°شمالی ۱۱۹٫۳۳۶۳۹°غربی |
| ونکوور                     | فرودگاه بین‌المللی ونکوور                                             | CYVR               |           | YVR              | ۴۹°۱۱′۴۱″ شمالی ۱۲۳°۱۱′۰۲″ غربی / ۴۹٫۱۹۴۷۲°شمالی ۱۲۳٫۱۸۳۸۹°غربی |
| ونکوور                     | فرودگاه ونکوور                                                       |                    | CAM9      |                  | ۴۹°۱۱′۰۰″ شمالی ۱۲۳°۱۰′۰۰″ غربی / ۴۹٫۱۸۳۳۳°شمالی ۱۲۳٫۱۶۶۶۷°غربی |
| ونکوور                     | Vancouver/Burnaby (Global BC)                                        |                    | CGL6      |                  | ۴۹°۱۵′۱۷″ شمالی ۱۲۲°۵۶′۰۷″ غربی / ۴۹٫۲۵۴۷۲°شمالی ۱۲۲٫۹۳۵۲۸°غربی |
| ونکوور                     | Vancouver (Children & Women's Health Centre) Heliport                |                    | CAK7      |                  | ۴۹°۱۴′۳۸″ شمالی ۱۲۳°۰۷′۳۹″ غربی / ۴۹٫۲۴۳۸۹°شمالی ۱۲۳٫۱۲۷۵۰°غربی |
| ونکوور                     | Vancouver/Coquitlam Fire and Rescue Heliport                         |                    | CFR6      |                  | ۴۹°۱۷′۳۰″ شمالی ۱۲۲°۴۷′۳۲″ غربی / ۴۹٫۲۹۱۶۷°شمالی ۱۲۲٫۷۹۲۲۲°غربی |
| ونکوور                     | Vancouver/Delta (North) Heliport                                     |                    | CBD2      |                  | ۴۹°۰۷′۱۲″ شمالی ۱۲۳°۰۲′۴۵″ غربی / ۴۹٫۱۲۰۰۰°شمالی ۱۲۳٫۰۴۵۸۳°غربی |
| ونکوور                     | Vancouver/Delta (SEI) Heliport                                       |                    | CSE7      |                  | ۴۹°۰۷′۴۵″ شمالی ۱۲۳°۰۱′۰۶″ غربی / ۴۹٫۱۲۹۱۷°شمالی ۱۲۳٫۰۱۸۳۳°غربی |
| ونکوور                     | Vancouver (General Hospital) Heliport                                |                    | CBK4      |                  | ۴۹°۱۵′۴۲″ شمالی ۱۲۳°۰۷′۲۰″ غربی / ۴۹٫۲۶۱۶۷°شمالی ۱۲۳٫۱۲۲۲۲°غربی |
| ونکوور                     | فرودگاه آبی بندرگاه ونکوور (Vancouver Coal Harbour Seaplane Base)    | CYHC               |           | CXH              | ۴۹°۱۷′۴۰″ شمالی ۱۲۳°۰۶′۴۱″ غربی / ۴۹٫۲۹۴۴۴°شمالی ۱۲۳٫۱۱۱۳۹°غربی |
| ونکوور                     | Vancouver/Harbour (Public) Heliport                                  |                    | CBC7      |                  | ۴۹°۱۷′۱۳″ شمالی ۱۲۳°۰۶′۲۲″ غربی / ۴۹٫۲۸۶۹۴°شمالی ۱۲۳٫۱۰۶۱۱°غربی |
| ونکوور                     | ونکوور فیلم استدیوز                                                  |                    | CFS9      |                  | ۴۹°۱۵′۳۷″ شمالی ۱۲۳°۰۱′۴۳″ غربی / ۴۹٫۲۶۰۲۸°شمالی ۱۲۳٫۰۲۸۶۱°غربی |
| Vanderhoof                 | فرودگاه آبی واندرهوف (محلی)                                          |                    | CAN9      |                  | ۵۴°۰۱′۰۰″ شمالی ۱۲۴°۰۰′۰۰″ غربی / ۵۴٫۰۱۶۶۷°شمالی ۱۲۴٫۰۰۰۰۰°غربی |
| Vanderhoof                 | فرودگاه واندرهوف                                                     |                    | CAU4      |                  | ۵۴°۰۲′۴۶″ شمالی ۱۲۴°۰۰′۴۵″ غربی / ۵۴٫۰۴۶۱۱°شمالی ۱۲۴٫۰۱۲۵۰°غربی |
| Vernon                     | فرودگاه محلی ورنون                                                   | CYVK               |           | YVE              | ۵۰°۱۴′۴۶″ شمالی ۱۱۹°۱۹′۵۱″ غربی / ۵۰٫۲۴۶۱۱°شمالی ۱۱۹٫۳۳۰۸۳°غربی |
| Vernon                     | فرودگاه ورنون                                                        |                    | CVW2      |                  | ۵۰°۱۴′۳۷″ شمالی ۱۱۹°۲۰′۴۰″ غربی / ۵۰٫۲۴۳۶۱°شمالی ۱۱۹٫۳۴۴۴۴°غربی |
| ویکتوریا، بریتیش کلمبیا    | فرودگاه ویکتوریا اینر هاربر (Victoria Harbour Water Airport)         | CYWH               |           | YWH              | ۴۸°۲۵′۲۲″ شمالی ۱۲۳°۲۳′۱۵″ غربی / ۴۸٫۴۲۲۷۸°شمالی ۱۲۳٫۳۸۷۵۰°غربی |
| ویکتوریا، بریتیش کلمبیا    | Victoria (BC Hydro) Heliport                                         |                    | CBC5      |                  | ۴۸°۲۹′۲۵″ شمالی ۱۲۳°۲۳′۲۶″ غربی / ۴۸٫۴۹۰۲۸°شمالی ۱۲۳٫۳۹۰۵۶°غربی |
| ویکتوریا، بریتیش کلمبیا    | Victoria (General Hospital) Heliport                                 |                    | CBW7      |                  | ۴۸°۲۸′۰۲″ شمالی ۱۲۳°۲۵′۵۷″ غربی / ۴۸٫۴۶۷۲۲°شمالی ۱۲۳٫۴۳۲۵۰°غربی |
| ویکتوریا، بریتیش کلمبیا    | Victoria (Royal Jubilee Hospital) Heliport                           |                    | CBK8      |                  | ۴۸°۲۶′۰۳″ شمالی ۱۲۳°۱۹′۳۱″ غربی / ۴۸٫۴۳۴۱۷°شمالی ۱۲۳٫۳۲۵۲۸°غربی |
| ویکتوریا، بریتیش کلمبیا    | فرودگاه آبی و فرودگاه ویکتوریا                                       |                    | CAP5      |                  | ۴۸°۳۹′۰۰″ شمالی ۱۲۳°۲۷′۰۰″ غربی / ۴۸٫۶۵۰۰۰°شمالی ۱۲۳٫۴۵۰۰۰°غربی |
| ویکتوریا، بریتیش کلمبیا    | فرودگاه اگدن پوینت                                                   |                    | CBF7      |                  | ۴۸°۲۵′۰۵″ شمالی ۱۲۳°۲۳′۱۶″ غربی / ۴۸٫۴۱۸۰۶°شمالی ۱۲۳٫۳۸۷۷۸°غربی |
| ویکتوریا، بریتیش کلمبیا    | فرودگاه ویکتوریا هاربر (بریتیش کلمبیا)                               |                    | CBZ7      |                  | ۴۸°۲۵′۲۴″ شمالی ۱۲۳°۲۳′۲۴″ غربی / ۴۸٫۴۲۳۳۳°شمالی ۱۲۳٫۳۹۰۰۰°غربی |
| ویکتوریا، بریتیش کلمبیا    | فرودگاه بین‌المللی ویکتوریا                                           | CYYJ               |           | YYJ              | ۴۸°۳۸′۴۹″ شمالی ۱۲۳°۲۵′۳۳″ غربی / ۴۸٫۶۴۶۹۴°شمالی ۱۲۳٫۴۲۵۸۳°غربی |
| Waglisla                   | فرودگاه آبی بلا بلا/واگلیسلا                                         |                    | CAR9      |                  | ۵۲°۱۰′۰۰″ شمالی ۱۲۸°۰۸′۰۰″ غربی / ۵۲٫۱۶۶۶۷°شمالی ۱۲۸٫۱۳۳۳۳°غربی |
| Whaletown                  | فرودگاه ویلتاون واتر                                                 |                    | CAW9      |                  | ۵۰°۰۶′۰۰″ شمالی ۱۲۵°۰۳′۰۰″ غربی / ۵۰٫۱۰۰۰۰°شمالی ۱۲۵٫۰۵۰۰۰°غربی |
| Whistler                   | Whistler (Hospital) Heliport                                         |                    | CAW4      |                  | ۵۰°۰۷′۱۶″ شمالی ۱۲۲°۵۷′۲۹″ غربی / ۵۰٫۱۲۱۱۱°شمالی ۱۲۲٫۹۵۸۰۶°غربی |
| Whistler                   | Whistler (Municipal) Heliport                                        |                    | CBE9      |                  | ۵۰°۱۰′۰۰″ شمالی ۱۲۲°۵۴′۰۰″ غربی / ۵۰٫۱۶۶۶۷°شمالی ۱۲۲٫۹۰۰۰۰°غربی |
| Whistler                   | فرودگاه ویستلر- گرین لیک واتر                                        |                    | CAE5      | YWS              | ۵۰°۰۸′۳۷″ شمالی ۱۲۲°۵۶′۵۷″ غربی / ۵۰٫۱۴۳۶۱°شمالی ۱۲۲٫۹۴۹۱۷°غربی |
| White Saddle Ranch         | White Saddle Ranch Heliport                                          |                    | CBD9      |                  | ۵۱°۴۴′۰۰″ شمالی ۱۲۴°۴۴′۰۰″ غربی / ۵۱٫۷۳۳۳۳°شمالی ۱۲۴٫۷۳۳۳۳°غربی |
| Williams Lake              | فرودگاه دریاچه ویلیامز (Williams Lake Regional Airport)              | CYWL               |           | YWL              | ۵۲°۱۱′۰۰″ شمالی ۱۲۲°۰۳′۱۶″ غربی / ۵۲٫۱۸۳۳۳°شمالی ۱۲۲٫۰۵۴۴۴°غربی |
| Williams Lake              | فرودگاه آبی دریاچه ویلیامز                                           |                    | CAC5      |                  | ۵۲°۱۰′۵۹″ شمالی ۱۲۲°۰۳′۱۵″ غربی / ۵۲٫۱۸۳۰۶°شمالی ۱۲۲٫۰۵۴۱۷°غربی |
| Winfield                   | فرودگاه وینفیلد واتر (وود لیک)                                       |                    | CAY9      |                  | ۵۰°۰۳′۰۰″ شمالی ۱۱۹°۲۴′۰۰″ غربی / ۵۰٫۰۵۰۰۰°شمالی ۱۱۹٫۴۰۰۰۰°غربی |
| Woodcock                   | فرودگاه ابیا                                                         |                    | CBQ8      |                  | ۵۵°۰۴′۰۰″ شمالی ۱۲۸°۱۴′۰۰″ غربی / ۵۵٫۰۶۶۶۷°شمالی ۱۲۸٫۲۳۳۳۳°غربی |
| Zeballos                   | فرودگاه زبالوس واتر                                                  |                    | CAA5      |                  | ۴۹°۵۹′۰۰″ شمالی ۱۲۶°۵۱′۰۰″ غربی / ۴۹٫۹۸۳۳۳°شمالی ۱۲۶٫۸۵۰۰۰°غربی |

- Airports names marked in bold are part of the National Airports System
- Alternate names are shown in parentheses 

## فرودگاه‌های ازبین‌رفته
| شهر                      | نام فرودگاه                                | کد فرودگاهی ایکائو | موقعیت‌یاب | کد فرودگاهی یاتا | مختصات                                                          |
| ------------------------ | ------------------------------------------ | ------------------ | --------- | ---------------- | --------------------------------------------------------------- |
| Delta                    | کنیدیان فرس استیشن لادنر                   |                    |           |                  | ۴۹°۰۴′۲۶″ شمالی ۱۲۳°۰۰′۲۷″ غربی / ۴۹٫۰۷۳۸۹°شمالی ۱۲۳٫۰۰۷۵۰°غربی |
| Finlay Bay               | فرودگاه آبی فین‌لی بی                       |                    | CAK8      |                  | ۵۵°۵۸′۴۵″ شمالی ۱۲۳°۴۶′۳۹″ غربی / ۵۵٫۹۷۹۱۷°شمالی ۱۲۳٫۷۷۷۵۰°غربی |
| Fort Graham              | فرودگاه آبی فورت گراهام                    |                    | CAU9      |                  | ۵۶°۳۱′۳۹″ شمالی ۱۲۴°۲۸′۲۴″ غربی / ۵۶٫۵۲۷۵۰°شمالی ۱۲۴٫۴۷۳۳۳°غربی |
| Fort Nelson              | فرودگاه فورت نلسون / موبایل سیرا           |                    | CBX2      |                  | ۵۸°۵۰′۰۵″ شمالی ۱۲۱°۲۳′۳۴″ غربی / ۵۸٫۸۳۴۷۲°شمالی ۱۲۱٫۳۹۲۷۸°غربی |
| Fort St. John            | فرودگاه فورت سینت جان/۵۴ مایلی تامپکینز    |                    | CBZ3      |                  | ۵۶°۱۸′۰۰″ شمالی ۱۲۱°۰۰′۰۰″ غربی / ۵۶٫۳۰۰۰۰°شمالی ۱۲۱٫۰۰۰۰۰°غربی |
| Richmond                 | Minoru Park                                |                    |           |                  | ۴۹°۰۹′۵۶″ شمالی ۱۲۳°۰۸′۴۳″ غربی / ۴۹٫۱۶۵۵۶°شمالی ۱۲۳٫۱۴۵۲۸°غربی |
| Mission                  | پایگاه هوایی آبی میشن                      |                    | CAY7      |                  | ۴۹°۰۸′۰۰″ شمالی ۱۲۲°۱۸′۰۰″ غربی / ۴۹٫۱۳۳۳۳°شمالی ۱۲۲٫۳۰۰۰۰°غربی |
| Poplar Beach             | فرودگاه آبی اقامتگاه پپلار بیچ             |                    | CAG5      |                  | ۵۱°۲۲′۱۵″ شمالی ۱۲۱°۱۵′۵۳″ غربی / ۵۱٫۳۷۰۸۳°شمالی ۱۲۱٫۲۶۴۷۲°غربی |
| پرنس جورج، بریتیش کلمبیا | فرودگاه پرینس جرج (محله هوایی نورث کاریبو) |                    | CBW8      |                  | ۵۴°۰۰′۲۹″ شمالی ۱۲۳°۰۱′۲۳″ غربی / ۵۴٫۰۰۸۰۶°شمالی ۱۲۳٫۰۲۳۰۶°غربی |
| Scar Creek               | فرودگاه سکر کریک                           |                    | CBA7      |                  | ۵۱°۱۱′۰۰″ شمالی ۱۲۵°۰۲′۰۰″ غربی / ۵۱٫۱۸۳۳۳°شمالی ۱۲۵٫۰۳۳۳۳°غربی |
| Sechelt                  | فرودگاه سچلت/پرپیس بای واتر                |                    | CAX3      |                  | ۴۹°۲۹′۰۰″ شمالی ۱۲۳°۴۶′۰۰″ غربی / ۴۹٫۴۸۳۳۳°شمالی ۱۲۳٫۷۶۶۶۷°غربی |
| Takla Lake               | فرودگاه تاکلا نروز                         |                    | CBD5      |                  | ۵۵°۰۹′۵۲″ شمالی ۱۲۵°۴۲′۱۵″ غربی / ۵۵٫۱۶۴۴۴°شمالی ۱۲۵٫۷۰۴۱۷°غربی |